# Elmer Belt
Pour les articles homonymes, voir Belt.
Elmer Belt (10 avril 1893 à Chicago - mai 1980 à Los Angeles) était un Américain, urologue, chirurgien et pionnier de la chirurgie de réassignation sexuelle. Il était aussi connu en tant que collectionneur d'œuvres de Léonard de Vinci qui sont actuellement à l'Université de Californie, Los Angeles.

## Biographie

### Jeunesse et éducation
Arthur Elmer Belt est né le 10 avril 1893. Il a obtenu un baccalauréat de l'Université de Californie (Berkeley) en 1916, une maîtrise en 1917 et un doctorat en 1920. Belt a été membre de la première classe enseignée par Herbert McLean Evans.

### Carrière
Le Dr Belt était professeur agrégé d'urologie clinique et professeur de chirurgie à l'Université de Californie, à Los Angeles School of Medicine. Le Dr Belt a commencé à exécuter les chirurgies de changement de sexe après avoir été contacté par le Dr Harry Benjamin. Avant l'histoire de Christine Jorgensen qui avait fait la une de l'actualité, Belt réalisait des chirurgies de changements de sexe depuis quelques années. Il a principalement effectué des opérations pour les femmes trans, même si quelques hommes trans ont pu profiter de sa maitrise professionnelle. Quelques-uns de ses patients les plus connus étaient Patricia Morgan, Mario Martino et Aleshia Brevard. Le Dr Belt a cessé d'effectuer les opérations de changement de sexe en 1962 sous la pression familiale.
Le Dr et Mme Belt ont fait quelques dons remarquables pour les bibliothèques universitaires de la région de Los Angeles :
- The Upton Sinclair Collection à la librairie de l'Occidental College en 1950[4] ;
- The UCLA Elmer Belt Florence Nightingale Collection à la librairie biomédicale de l'UCLA Louise M. Darling en 1958 ;
- The Elmer Belt Library of Vinciana[5] à la librairie d'arts de l'UCLA en 1961.

### Mariage et enfants
Belt s'est d'abord marié avec Mary Ruth Smart en 1919. Le couple a eu deux fils, Charles Elmer et Bruce Grégory.

### Décès
Le Dr Belt est mort en mai 1980.

## Travaux publiés
- Belt, Elmer (1955), Leonardo the anatomist, Logan Clendening lectures on the history and philosophy of medicine, Ser. 4, Univ. of Kansas Press, (OCLC 255148312)
- Belt, Elmer (1937), Surgical teaching through motion pictures, A. R. Fleming co, (OCLC 58932480)

## Distinctions et honneurs
- 1951 : Phi Beta Kappa key[7]
- 1962 : Doctor of Laws degree, Université de Californie, Los Angeles[8]
- 1972 : Sir Thomas More Medal pour Book Collecting, Université de San Francisco
- 1977 : Aesculapian Award, Université de Californie, Los Angeles School of Medicine[9]